# Milan Nedić

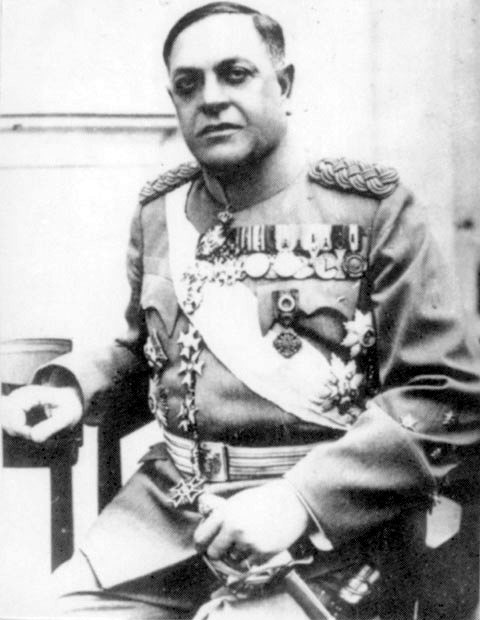
Milan Nedić år 1939.

Milan Nedić (serbisk kyrilliska: Милан Недић), född 2 september 1878 i Grocka, Furstendömet Serbien, död 4 februari 1946 i Belgrad, SFR Jugoslavien, var en serbisk militär och politiker. Han var under andra världskriget regeringschef för den marionettregering som av Nazityskland sattes upp i det ockuperade Kungariket Jugoslavien. 

## Biografi
Milan Nedić deltog i Balkankrigen och första världskriget.
Efter Nazitysklands ockupation av Jugoslavien i april 1941 utsågs Nedić till regeringschef för de delar av Serbien som de själva ockuperade. Den tyske militäre befälhavaren, Luftwaffe-generalen Heinrich Danckelmann, utsåg Nedić som regeringschef i ett försök att lugna ner det serbiska motståndet.[källa behövs] Nedić försökte minimera det serbiska motståndet för att minimera de serbiska offren, Wehrmacht avrättade 50 civila för varje sårad soldat och avrättade 100 civila för varje dödad soldat.[källa behövs]
Hösten 1944 flydde Nedić med tyskarna undan Josip Broz Titos styrkor. Han arresterades i Österrike och överlämnades av britterna till partisanerna. Enligt officiella rapporter begick Nedić självmord i februari 1946.